# Never Ending Tour
Never Ending Tour es el nombre popular de la gira musical del músico estadounidense Bob Dylan, realizada de forma ininterrumpida desde el 7 de junio de 1988.
Tras la gira Temples in Flames Tour, realizada con Tom Petty & The Heartbreakers, Dylan estableció un nuevo formato musical para ofrecer conciertos de la mano de una nueva banda, liderada por el guitarrista G.E. Smith y conformada por un número variable de miembros. A lo largo de sucesivos años, su banda de apoyo ha ido cambiando a medida que Dylan tocaba de forma preferente la guitarra, el teclado o el órgano en el escenario. La última formación antes del Rough & Rowdy Ways Tour estuvo integrada por el guitarrista Charlie Sexton, el bajista Tony Garnier, el multiinstrumentista Donnie Herron y el batería George Receli.
El desarrollo de la gira Never Ending Tour se enmarcó en un periodo de creciente interés comercial por la música de Dylan a partir de mediados de la década de 1990, coincidiendo con el lanzamiento de Time Out of Mind (1997). Desde entonces, sus conciertos se han caracterizado por un progresivo abandono del folk, presente durante la primera década de la gira coincidiendo con la publicación de Good as I Been to You (1992) y World Gone Wrong (1993), y un mayor enfoque en la mezcla de géneros como el blues, el R&B, el rockabilly y el rock, preponderantes en su catálogo musical a partir del lanzamiento de "Love and Theft" (2001). Además de interpretar nuevas canciones bajo este enfoque, presentes en sucesivos trabajos como Modern Times (2006), Together Through Life (2009) y Tempest (2012), la gira se caracteriza también por la nueva musicalización de clásicos del catálogo de Dylan, tales como «Blowin' in the Wind» o «All Along the Watchtower», muy diferentes al formato original.
Según el recuento realizado por Olof Björner en la web Still on the Road, Dylan tocó su concierto número 2 000 el 16 de octubre de 2007 en Dayton, Ohio, y a pesar de superar los setenta años en 2011, mantiene un promedio cercano al centenar de conciertos por año.

## Trasfondo
Durante la década de 1980, la carrera musical de Bob Dylan sufrió un creciente declive: a medida que avanzaba la década, álbumes como Empire Burlesque (1985) y Knocked Out Loaded (1986) obtuvieron peores resultados comerciales y de crítica, de forma paralela al auge de nuevos artistas y géneros musicales. A pesar de ello, Dylan siguió ofreciendo conciertos de forma regular, y con la intención de reavivar el interés por su música, salió de gira junto a artistas contemporáneos como Grateful Dead y Tom Petty and The Heartbreakers. En julio de 1987 ofreció varios conciertos con Grateful Dead que fueron recopilados en el álbum Dylan & the Dead (1988), mientras que entre septiembre y octubre del mismo año salió con Petty y su propia banda en una gira por Europa.

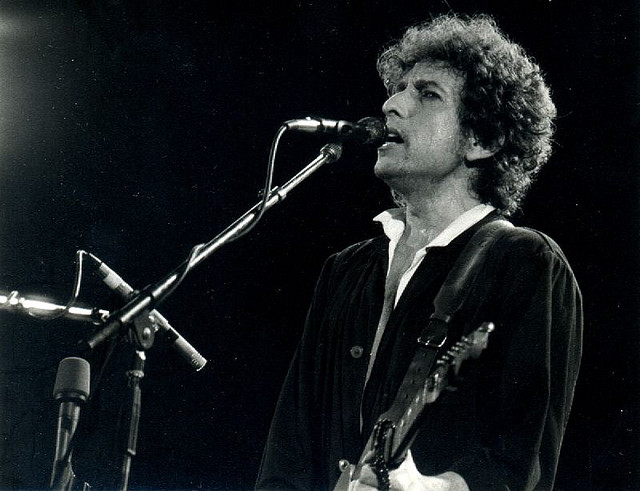
Dylan en concierto en 1991.

A pesar de tocar con músicos reconocidos en el panorama internacional como Petty, Mick Taylor y Ian McLagan, el interés por Dylan siguió decreciendo hasta niveles mínimos coincidiendo con el lanzamiento de Down in the Groove en mayo de 1988. Apenas dos meses después de la publicación del álbum, Dylan emprendió una nueva gira en la cual introdujo importantes cambios con respecto a giras anteriores: en lugar de utilizar grupos de renombre para acompañarse, formó una nueva banda liderada por el guitarrista G.E. Smith, conformada por el bajista Kenny Aaronson y el batería Christopher Parker, y sin la presencia de coristas femeninas.
El primer concierto de la nueva gira tuvo lugar en el Concord Pavilion de Concord, California el 7 de junio de 1988. Durante el transcurso de la gira, los conciertos incluyeron un pequeño set acústico en el que Dylan interpretaba canciones tradicionales como «Man of Constant Sorrow» o «Baby Let Me Follow You Down», precedido y sucedido por dos sets eléctricos en los que se acompañaba del resto del grupo y tocaba canciones de su propio catálogo musical. El primer concierto en Concord contó además con la colaboración de su amigo Neil Young, que tocó la guitarra eléctrica.
La gira de 1988, al igual que en sucesivos años, se caracterizó por su versatilidad, al introducir numerosos cambios en la lista de canciones interpretadas entre concierto y concierto, tocando un total de 92 canciones distintas en 71 conciertos. Además, el lapso de tiempo entre gira y gira se acortó considerablemente y aumentó el número de conciertos ofrecidos de forma anual: al respecto, pasó de ofrecer 36 conciertos en 1987 a tocar 71 en 1988 y cien al año siguiente, manteniendo una cifra en torno al centenar de conciertos anuales en años sucesivos. El hecho de que Dylan ofreciese conciertos de forma casi anual y sin un largo descanso entre gira y gira favoreció que la crítica y el público comenzase a conocer la gira con el nombre popular de Never Ending Tour.

## Historia

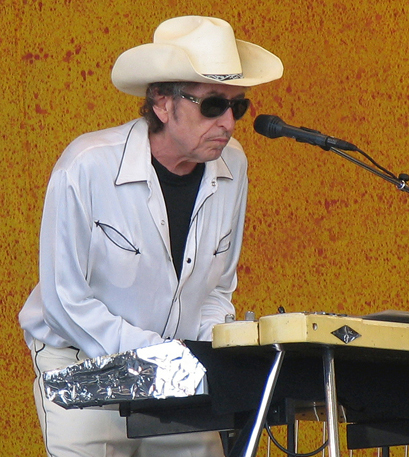
Dylan tocando el teclado en un concierto en Nueva Orleans en abril de 2006.

La gira Never Ending Tour se enmarca en un contexto de continuos cambios en el estilo musical de Dylan. Tras publicar Down in the Groove, volvió a obtener el beneplácito de la prensa musical con el lanzamiento de Oh Mercy, producido por Daniel Lanois, que coindició en el tiempo con su participación en el grupo Traveling Wilburys. Sin embargo, apenas un año después, Under the Red Sky cosechó malas críticas y tuvo unas ventas escasas que provocaron que Dylan no hiciese otro álbum con canciones nuevas hasta siete años después. En octubre de 1990, G.E. Smith abandonó la banda y fue sustituido por John Jackson, mientras que Ian Wallace reemplazó a Christopher Parker.
La gira coincidió con el divorcio de Carolyn Dennis, que creó un clima de tensión en el seno del grupo. Según Wallace: «Estaba atravesando un momento muy difícil entre unas cosas y otras. Se paraba en mitad de una canción, ponía los brazos en jarra y miraba a todo el mundo con cara de enfado». En la primavera de 1991, contrató al multiinstrumentista William Baxter, que ayudó a suavizar el sonido del grupo tocando el acordeón y el pedal steel guitar. Según Baxter: «Cuando me uní a ellos sonaba a mi juicio como una banda de garage». Dylan también contrató a un segundo batería, Charlie Quintana, que había tocado con Bob en el programa Late Night with David Letterman en 1984.
Un año después, Dylan se embarcó en su segunda gira más larga de toda su carrera, con un total de 105 conciertos. Según Howard Sounes: «Se sentía impelido a trabajar porque carecía de inspiración para embarcarse en la grabación de un álbum de estudio, porque no sabía qué hacer con su vida, y también para ganar dinero que le permitiera hacer frente a otro divorcio». Al respecto, Dylan solo grabó dos álbumes con canciones tradicionales folk en los últimos años, Good as I Been to You y World Gone Wrong, algunas de las cuales fueron incorporadas al repertorio de los conciertos. La gira fue retomada en la primavera de 1993 en Dublín, Irlanda con la sustitución de Wallace y de Quintana por Winston Watson como único batería.
La nueva etapa de la gira incluyó conciertos en festivales como Woodstock 94 y el Great Music Experience de Japón. También ofreció dos actuaciones en Nueva York para la serie Unplugged de la MTV, con la incorporación de Brendan O'Brien tocando el órgano Hammond. Aunque en un principio quiso tocar viejos temas folk, en la línea de sus dos últimos trabajos, Dylan fue presionado para que interpretase clásicos de su repertorio. 
Entre 1995 y 1996, Dylan mantuvo una actividad musical similar, centrada en ofrecer un elevado número de conciertos, con un total de 115 el primer año y 84 el siguiente. En otoño de 1996, volvió a cambiar de percusionista: Winston Watson, que había trabajado con él durante cuatro años, fue sustituido por David Kemper, procedente de la banda de Jerry Garcia. Unos meses después, el guitarrista John Jackson abandonó el grupo y en su lugar entró el multiinstrumentista Larry Campbell. Los cambios coincidieron en el tiempo con la publicación de Time Out of Mind, su primer disco con canciones nuevas en siete años, que obtuvo un gran respaldo de la crítica y revitalizó la carrera discográfica de Dylan. El álbum ganó tres Grammy, incluyendo el de álbum del año, y fue votado como mejor disco en la encuesta Pazz & Jop elaborada por críticos para la revista Village Voice.

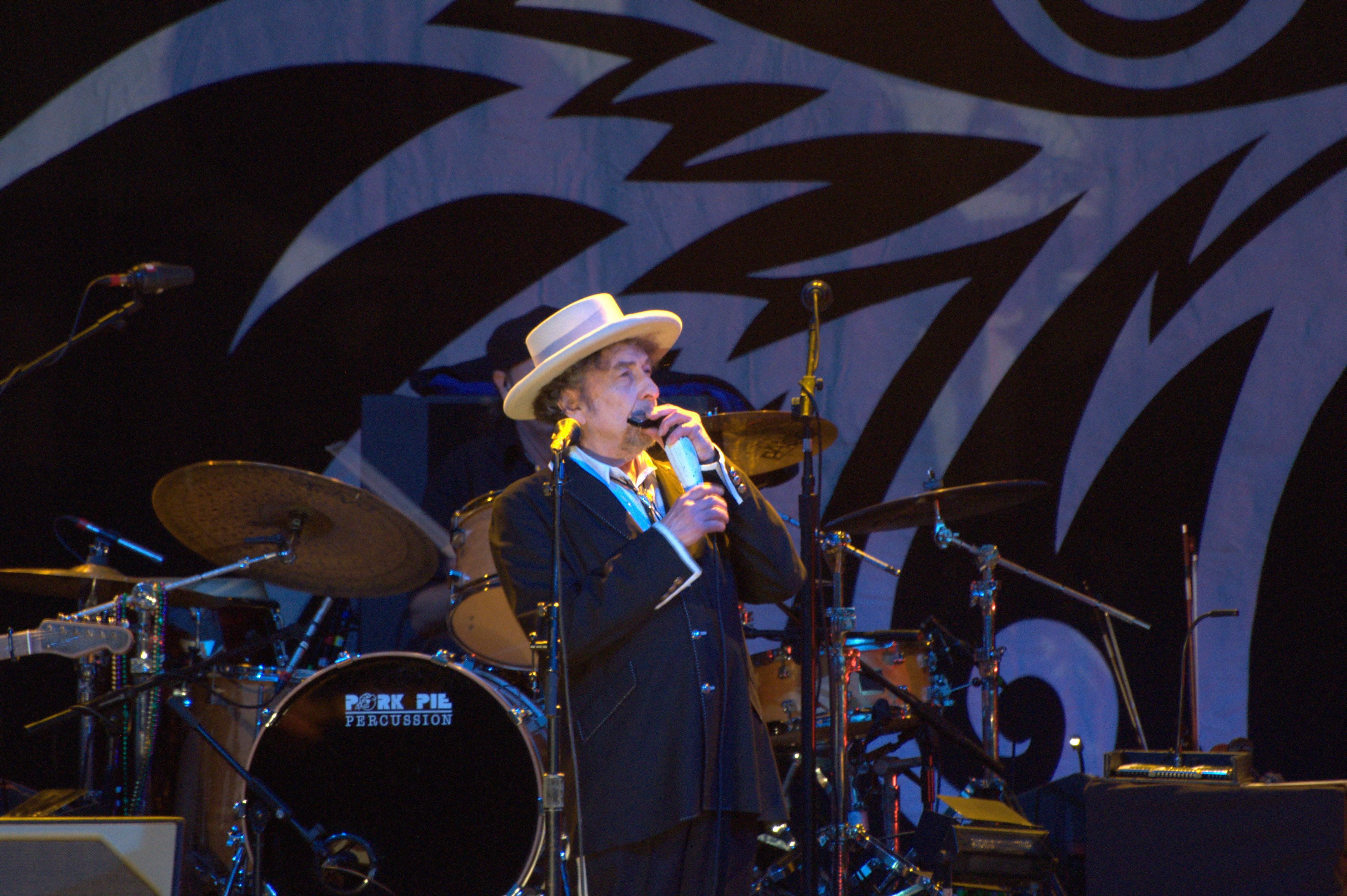
Dylan en concierto en Londres en 2011.

En junio del mismo año, poco después de completar la grabación de Time Ouf of Mind, Dylan se vio obligado a suspender varios conciertos al sufrir una histoplasmosis, micosis sistémica causada por la levadura Histoplasma capsulatum. El músico retomó la gira tres meses más tarde, el 3 de agosto, con un concierto en Lincoln (Rhode Island). Un mes después, Dylan tocó delante de Juan Pablo II en el Congreso Eucarístico Mundial en Bolonia, Italia. El éxito de Time Out of Mind estimuló a Dylan a dar más de un centenar de conciertos en 1998. Después de recibir tres Grammy, viajó a Sudamérica y repartió su tiempo entre sus propias actuaciones y sus apariciones como artista invitado de The Rolling Stones. A su regreso a los Estados Unidos, compartió cartel con músicos como Van Morrison y Joni Mitchell, una estrategia que repitió un año más tarde con Paul Simon. Antes de la gira con Simon, Bucky Baxter abandonó el grupo y fue sustituido por Charlie Sexton.
Dylan comenzó el nuevo siglo ofreciendo conciertos con Phil Lesh, antiguo miembro de Grateful Dead, y recogiendo un Oscar por la canción «Things Have Changed», compuesta para la banda sonora del largometraje Wonder Boys. En 2001 publicó "Love and Theft", un nuevo álbum de estudio que supuso una continuación musical y lírica de su anterior disco, Time Out of Mind, y con un mayor peso de géneros como el rock and roll y el blues. Tras la grabación de "Love and Theft", que se alzó con el Grammy al mejor álbum de folk contemporáneo en la 44.ª entrega de los premios, David Kempers fue sustituido a la batería por George Receli. Apenas un año después, Sexton abandonó el grupo y fue sustituido primero por Bill Burnette y posteriormente por Freddie Koella. 
Durante casi diez años, entre el 15 de agosto de 2002 y el 19 de abril de 2012, los conciertos de Dylan eran precedidos de una breve introducción realizada por Al Santos, miembro del equipo: «Señoras y señores, den la bienvenida al laureado poeta del rock and roll. La voz de la promesa de la contracultura de la década de 1960. El tipo que obligó al folk a acostarse con el rock. Que se maquilló en la década de 1970 y desapareció en una nube del abuso de sustancias. Que emergió para encontrar a Jesus. Que se le consideró una figura acabada al final de los años 80, y de pronto cambió de marcha publicando algunas de las mejores canciones de su carrera desde finales de los 90. Señoras y señores — ¡el artista de Columbia Bob Dylan!». Dicha introducción fue adaptada de un artículo de Jeff Mieres sobre Dylan que apareció en The Buffalo News el 9 de agosto de 2002.

## Nombre

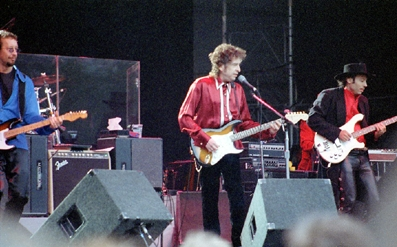
Dylan en Suecia en 1996.

El nombre popular de la gira se consolidó cuando el periodista Adrian Deevoy publicó una entrevista con Dylan en la revista Q en diciembre de 1989. El crítico Michael Gray escuchó la grabación de la entrevista y señaló en el libro The Bob Dylan Encyclopedia que, aunque el artículo de Deevoy ponía la frase en boca de Dylan, de hecho, la etiqueta fue realizada por Deevoy:
P: «Cuéntame sobre esta cosa de los directos. Vas a meterte en otra gira de nuevo — una gira virtualmente enlazada con la siguiente».
R: «Oh, es todo la misma gira».
P: «¿Es la gira de nunca acabar?»
R: «Sí, sí» (sin entusiasmo).
Dylan ha sido desdeñoso con el apelativo de Never Ending Tour. En las notas del álbum World Gone Wrong, publicado en 1993, Dylan escribió: «No os confundáis con la cháchara del Never Ending Tour. Hubo un Never Ending Tour pero terminó en 1991 con la salida del guitarrista G.E. Smith. Ha habido muchos otros desde entonces: The Money Never Runs Out Tour (otoño de 1991), Southern Sympathizer Tour (comienzos de 1992), Why Do You Look at Me So Strangely Tour (gira europea de 1992), The One Sad Cry of Pity Tour (gira australiana y por la costa oeste de 1992), Outburst Of Consciousness Tour (1992) Don't Let Your Deal Go Down Tour (1993) y otras, demasiadas para mencionar cada una con su propio carácter y diseño».
En una entrevista con Rolling Stone en 2009, Dylan cuestionó nuevamente la validez del término Never Ending Tour: «Los críticos deben saber que no hay tal cosa como el siempre. ¿Alguien llama a Henry Ford el interminable fabricante de coches? ¿Alguien dijo alguna vez que Duke Ellington estaba en una gira interminable? En estos días, las personas tienen la suerte de tener un trabajo. Cualquier trabajo. Así que los críticos deben sentirse incómodos con mi trabajo. Cualquiera con una actividad comercial puede trabajar tanto tiempo como quiera. Un carpintero, un electricista. No tienen necesariamente que retirarse».

## Grabaciones en directo

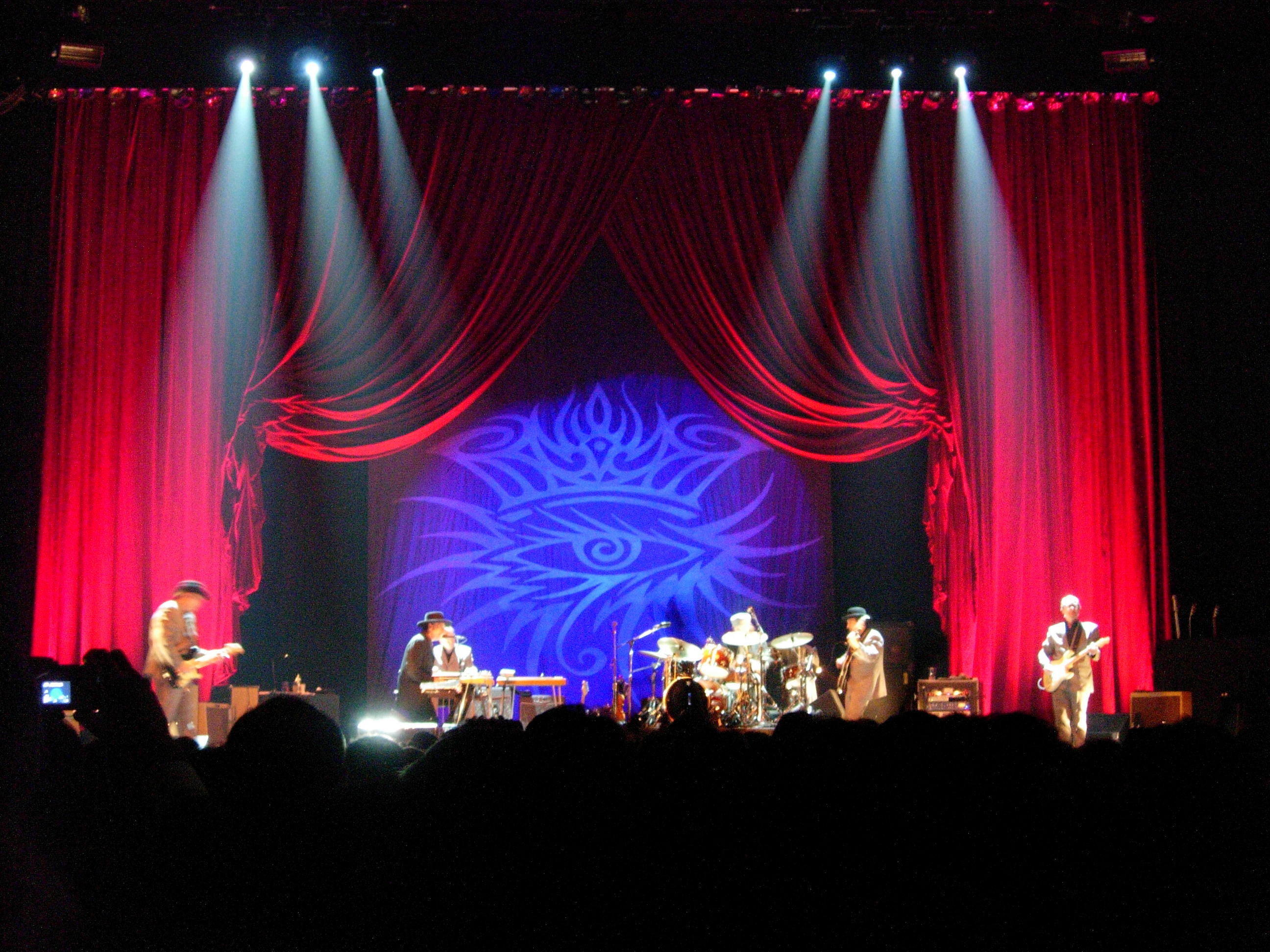
Dylan en Bolonia en noviembre de 2005.

Hasta la fecha, y a pesar de tener varios álbumes en directo como Before the Flood, Hard Rain y Real Live, no existe una publicación oficial en el catálogo de Dylan que recoja un concierto íntegro de la gira Never Ending Tour. El único disco en directo grabado con el grupo de la gira, aunque en un formato distinto, es MTV Unplugged, grabado en 1994 y publicado un año después. Sin embargo, algunas grabaciones en directo han sido publicadas en diversos discos a lo largo de los años.
Al respecto, Sony Music publicó Live 1961–2000: Thirty-Nine Years of Great Concert Performances en 2001, con versiones de «Somebody Touched Me», «Dignity», «Things Have Changed», «Cold Irons Bound», «Born in Time» y «Country Pie» grabadas en directo entre 1994 y 2000. Por otra parte, la interpretación de «Down Along the Cove» realizada en el Bonnaroo Music Festival fue publicada en el álbum Boonaroo 2004 por Sanctuary Records. En 2008, Columbia publicó The Bootleg Series Vol. 8: Tell Tale Signs, que incluyó ocho canciones interpretadas en directo entre 1992 y 2004. Las canciones incluyeron «High Water (for Charley Patton)», «Ring Them Bells», «Cocaine Blues», «The Girl on the Greenbriar Shore», «Lonesome Day Blues», «Cold Irons Bound», «Things Have Changed» y «Tryin' to Get to Heaven».

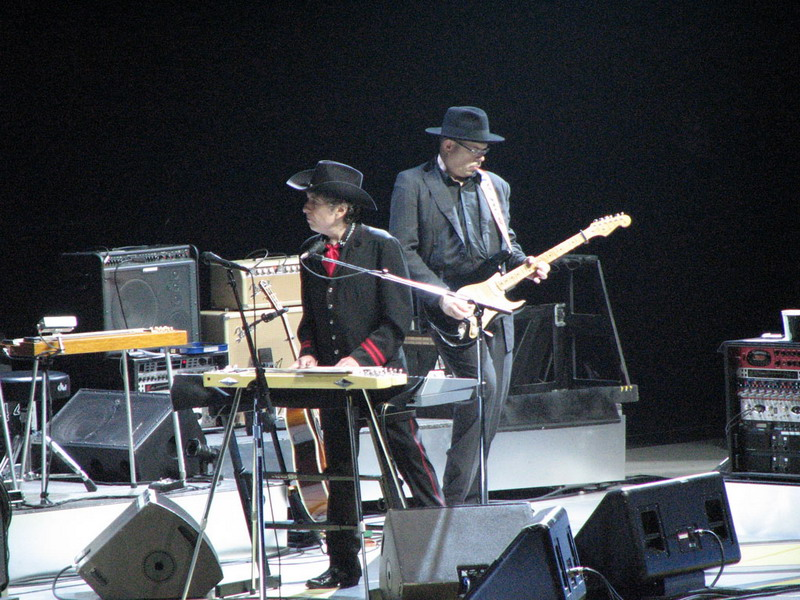
Dylan en concierto en Toronto, Canadá en noviembre de 2006.

Con motivo del festival Rock in Rio en Madrid, la cadena de televisión española La 2 emitió en directo tres canciones del concierto: «It Ain't Me Babe», «Rollin' and Tumblin'» y «Just Like Tom Thumb's Blues».
Andrew Muir publicó el libro Razor's Edge: Bob Dylan and the Never Ending Tour en septiembre de 2001, que recoge los primeros quince años de la gira desde el punto de vista de un seguidor que analiza las variaciones en las diferentes interpretaciones de sus canciones. En julio de 2013, Muir actualizó Razor's Edge con One More Night: Bob Dylan's Never Ending Tour, que cubre la actividad musical de Dylan entre 1988 y 2011. En 2009, Winston Watson, antiguo batería del grupo, publicó el DVD Bob Dylan Never Ending Tour Diaries: Drummer Winston Watson's Incredible Journey, documentando sus años de gira con Dylan entre 1992 y 1996.

## Banda
La banda de respaldo de Dylan en la gira Never Ending Tour ha variado a lo largo de los años. Durante los dos primeros años, Dylan estuvo respaldado por Kenny Aaronson al bajo, Christopher Parker a la batería y G.E. Smith a la guitarra. En 1990, Tony Garnier se incorporó al grupo en sustitución de Aaronson, convirtiéndose en la actualidad en el músico más longevo del grupo al llevar veinticinco años con Dylan. La formación actual incluye, además de a Garnier, a Charlie Sexton y Stu Kimball como guitarristas, George Receli como batería y Donnie Herron como multiinstrumentista que alterna el uso del pedal steel guitar, el lap steel, la mandolina, el violín y la viola.
En el propio grupo, Dylan también intercala el uso de instrumentos como la guitarra, los teclados y la armónica. Durante casi tres años, entre 2003 y 2006, Dylan dejó de tocar la guitarra para concentrarse en el uso del teclado. Según David Gates, reportero de Newsweek que entrevistó a Dylan en 2004, «básicamente tenía que ver con que su guitarra no le daba bastante plenitud del sonido que quería en el fondo. [Dylan] pensó en contratar a un teclista para no tener que hacerlo por sí mismo, pero no fue capaz de ver a quién. La mayoría de los teclistas, dijo, quieren ser solistas, y él quiere un sonido básico». A comienzos de su gira por Europa en 2007, Dylan volvió a tocar de nuevo la guitarra.

## Fechas
| Gira | Comienzo                                | Fin                                             | Conciertos | Etapas |
| ---- | --------------------------------------- | ----------------------------------------------- | ---------- | ------ |
| 1988 | 7 de junio Concord, Estados Unidos      | 19 de octubre Nueva York, Estados Unidos        | 71         | 3      |
| 1989 | 25 de mayo Praga, República Checa       | 15 de noviembre Tampa, Estados Unidos           | 100        | 3      |
| 1990 | 12 de enero New Haven, Estados Unidos   | 18 de noviembre Detroit, Estados Unidos         | 93         | 5      |
| 1991 | 28 de enero Zúrich, Suiza               | 20 de noviembre Charlottesville, Estados Unidos | 101        | 6      |
| 1992 | 18 de marzo Perth, Australia            | 15 de noviembre West Palm Beach, Estados Unidos | 92         | 5      |
| 1993 | 5 de febrero Dublín, Irlanda            | 9 de octubre Mountain View, Estados Unidos      | 76         | 4      |
| 1994 | 5 de febrero Sendai, Japón              | 13 de noviembre Nueva Orleans, Estados Unidos   | 104        | 4      |
| 1995 | 11 de marzo Praga, República Checa      | 17 de diciembre Filadelfia, Estados Unidos      | 115        | 5      |
| 1996 | 13 de abril Madison, Estados Unidos     | 23 de noviembre Akron, Estados Unidos           | 84         | 4      |
| 1997 | 9 de febrero Tokio, Japón               | 20 de diciembre Los Ángeles, Estados Unidos     | 93         | 6      |
| 1998 | 13 de enero New London, Estados Unidos  | 7 de noviembre Christchurch, Nueva Zelanda      | 110        | 7      |
| 1999 | 26 de enero Estero, Estados Unidos      | 20 de noviembre Newark, Estados Unidos          | 119        | 5      |
| 2000 | 10 de marzo Anaheim, Estados Unidos     | 19 de noviembre Towson, Estados Unidos          | 112        | 5      |
| 2001 | 25 de febrero Omiya, Japón              | 24 de noviembre Boston, Estados Unidos          | 106        | 6      |
| 2002 | 31 de enero Orlando, Estados Unidos     | 22 de noviembre Fairfax, Estados Unidos         | 107        | 3      |
| 2003 | 6 de febrero Canberra, Australia        | 25 de noviembre Londres, Reino Unido            | 98         | 4      |
| 2004 | 28 de febrero Tulsa, Estados Unidos     | 27 de noviembre Boston, Estados Unidos          | 111        | 5      |
| 2005 | 7 de marzo Seattle, Estados Unidos      | 27 de noviembre Dublín, Irlanda                 | 113        | 3      |
| 2006 | 1 de abril Reno, Estados Unidos         | 20 de noviembre Nueva York, Estados Unidos      | 99         | 4      |
| 2007 | 27 de marzo Estocolmo, Suecia           | 29 de octubre Chicago, Estados Unidos           | 98         | 4      |
| 2008 | 2 de febrero Dallas, Estados Unidos     | 21 de noviembre Nueva York, Estados Unidos      | 97         | 5      |
| 2009 | 22 de marzo Estocolmo, Suecia           | 19 de noviembre Nueva York, Estados Unidos      | 97         | 3      |
| 2010 | 11 de marzo Osaka, Japón                | 27 de noviembre Ledyard, Estados Unidos         | 102        | 4      |
| 2011 | 3 de abril Taipéi, Taiwán               | 21 de noviembre Londres, Reino Unido            | 89         | 4      |
| 2012 | 15 de abril Río de Janeiro, Brasil      | 21 de noviembre Nueva York, Estados Unidos      | 86         | 4      |
| 2013 | 5 de abril Buffalo, Estados Unidos      | 28 de noviembre Londres, Reino Unido            | 85         | 3      |
| 2014 | 31 de marzo Tokio, Japón                | 3 de diciembre Nueva York, Estados Unidos       | 92         | 4      |
| 2015 | 10 de abril Atlantic City, Nueva Jersey | 22 de noviembre Milán, Italia                   | 87         | 3      |
| 2016 | 4 de abril Tokio, Japón                 |                                                 | 48         | 2*     |